# Camblanes-et-Meynac
Camblanes-et-Meynac är en kommun i departementet Gironde i regionen Nouvelle-Aquitaine i sydvästra Frankrike. Kommunen ligger i kantonen Créon som tillhör arrondissementet Bordeaux. År 2022 hade Camblanes-et-Meynac 3 145 invånare.

## Befolkningsutveckling
Antalet invånare i kommunen Camblanes-et-Meynac
Referens:INSEE